# 1573 en musique classique
| \| • Retour à la chronologie générale de la musique classique • \| |
| Grèce • Rome • Haut Moyen Âge • VIIIe siècle • IXe siècle • Xe siècle • XIe siècle XIIe siècle • XIIIe siècle • XIVe siècle • XVe siècle • XVIe siècle • XVIIe siècle XVIIIe siècle • XIXe siècle • XXe siècle • XXIe siècle |
| • Retour à la chronologie générale de la musique classique • |

| Années en musique classique : 1570 - 1571 - 1572 - 1573 - 1574 - 1575 - 1576    |
| Décennies en musique classique : 1540 - 1550 - 1560 - 1570 - 1580 - 1590 - 1600 |

## Œuvres
- Modulorum aliquot tam sacrorum quam prophanorum, de Jacobus Flori, publié à Louvain.

## Naissances
- bapt 31 décembre : Giulio Cesare Monteverdi, compositeur et organiste italien († 1630).

Entre 1573 et 1575 :
- Géry de Ghersem, compositeur franco-flamand († 25 mai 1630).

Vers 1573 :
- Alessandro Striggio, poète et librettiste d'opéra italien († 8 juin 1630).

## Décès
- octobre : Cornelis Boscoop, compositeur franco-flamand (° avant 1531).